# Esmeralda (film 1915)
Esmeralda è un film muto del 1915 diretto da James Kirkwood.

## Trama
Nel terreno dei Rogers viene trovata una vena aurifera tanto ricca che potrebbe cambiare la vita della famiglia proprietaria. Ma, mentre padre e figlia non si dimostrano avidi, la signora Rogers ha sogni ambiziosi e progetta la sua entrata in società. David Hardy, il fidanzato di sua figlia Esmeralda, la convince a non vendere i terreni ma di darli in locazione. I profitti sono tanto alti che i Rogers possono trasferirsi in città.
Esmeralda, in città, viene spinta a frequentare dei giovanotti che le fanno la corte, ma lei pensa sempre a David. Tanto che sua madre, per distoglierla dal pensare al ragazzo, le racconta che questi è morto. Esmeralda, disperata, accetta la proposta del conte di Montessin. Quando David legge del matrimonio, si precipita in chiesa. Esmeralda, al vederlo, sviene.
La vena aurifera, intanto, si è esaurita. E i Rogers sono ridiventati poveri. Una nuova vena viene scoperta nei terreni di David: questi si offre di prendersi cura dei genitori di Esmeralda e, finalmente, ottiene il loro consenso al matrimonio.

## Produzione
Il film fu prodotto dalla Famous Players Film Company.

## Distribuzione
Distribuito dalla Paramount Pictures, il film - presentato da Daniel Frohman - uscì nelle sale cinematografiche USA il 6 settembre 1915.